# Ettercap
Ettercap is een gratis en open-source softwarepakket dat kan worden gebruikt voor het hacken en beveiligen van een LAN (lokaal netwerk) zoals een thuisnetwerk. Het is vooral sterk in het uitvoeren van man-in-the-middle aanvallen, dus aanvallen waarbij informatie tussen twee communicerende partijen onderschept en eventueel aangepast wordt, zonder dat beide partijen daar weet van hebben.
Het pakket is in de programmeertaal C geschreven en werd op 25 januari 2001 uitgegeven onder de GNU General Public License. Het is beschikbaar voor diverse besturingssystemen, zoals Windows, Linux, Solaris, BSD en Mac OS/X. De oorspronkelijke auteurs van het pakket zijn Alberto Ornaghi en Marco Valleri. Latere ontwikkelaars zijn Emilio Escobar en Eric Milam.
Ettercap kan zowel met een grafische gebruikersinterface worden gebruikt, als op de commandoregel. Het laatste maakt het automatiseren van het gebruik ervan eenvoudiger, bijvoorbeeld met behulp van scripts.
Ettercap zal de netwerkinterface in promiscue modus zetten, wat wil zeggen dat niet enkel netwerkverkeer dat bestemd is voor de eigen machine, maar ook die voor andere machines in het lokale netwerk, onderschept en bekeken kunnen worden. Verder zal het arp poisoning gebruiken van de doelmachine. Met deze techniek is het mogelijk, een man in the middle-aanval uit te voeren. Ettercap heeft de mogelijkheid, met plugins te werken.
Veel soorten computerprotocollen kunnen door ettercap worden ontrafeld, zowel passief als actief, waaronder ook protocollen waarbij encyptie plaatsvindt. Voor diverse protocollen, zoals telnet, ftp, POP3 en IMAP, kan ettercap wachtwoorden onderscheppen die over het netwerk gaan, en hiervan legt het een verzameling aan. Verder kan het softwarepakket ook besturingssystemen identificeren, netwerkverbindingen verbreken, pakketten die over het netwerk gaan uitfilteren of doen verdwijnen, enzovoorts. Een lokaal netwerk kan ook passief gescand worden, wat in principe niet of nauwelijks te detecteren is. Ook kunnen DNS-aanvragen onderschept en overgenomen worden.
Ettercap kan ook in combinatie met andere softwarepakketten gebruikt worden, bijvoorbeeld met Wireshark, het netwerkverkeer kan met Ettercap naar de machine van de aanvaller worden omgeleid en vervolgens met Wireshark worden geanalyseerd.
Tussen versie 0.7.3 en 0.7.4 is er meer dan 6 jaren niet ontwikkeld aan de code van Ettercap, vandaar dat versie 0.7.4 door de auteurs 0.7.4-Lazarus wordt genoemd, met een verwijzing naar het Bijbelverhaal van Lazarus die dood was maar weer tot leven kwam.